# Werner Dausien
Werner Dausien (* 28. März 1927 in Halle (Saale); † 2. November 2001 in Hanau) war ein deutscher Buchhändler und Verleger.

## Leben
Am 1. Mai 1920 eröffnete Dausiens Vater Otto in Halle an der Saale eine Buchhandlung. Otto Dausien war Nazigegner und verlor beim Bombenangriff 1945 auf Halle seine Frau, die ihm drei Kinder hinterließ. Eines davon war Werner Dausien, der nach dem Krieg in Hanau zusammen mit seiner Frau Margret eine Buchhandlung und den Dausien Verlag eröffnete. Zunächst entstand eine Sortimentsbuchhandlung, ehe Dausien seit 1955 verlegerisch vor allem mit Kunstbüchern tätig wurde. Er arbeitete mit dem Artia Verlag in Prag und dem Kinderbuchverlag in Ostberlin zusammen. Mit dem Verlag Müller & Kiepenheuer bildete er eine Bürogemeinschaft. 1962 wurde dieser Verlag von Dausien übernommen.
Nachdem Dausiens 1991 ihre Buchhandlung verkauft hatten, übernahmen sie die von Werners Vater 1927 in Halle an der Saale gegründete Universitätsbuchhandlung.
Werner Dausien war politisch zunächst in der LDP, dann in der FDP aktiv und von 1968 bis 1985 Stadtverordneter in Hanau. Er trat 1976 als Kandidat für den Deutschen Bundestag an. Später wurde er Ehrenvorsitzenden der Hanauer FDP.
Sein Sohn Ulrich Dausien ist ein Unternehmer für Sportbekleidung.